# Dood hout
Dood hout wordt in het bijzonder in de biotoop- en soortenbescherming gebruikt als verzamelbegrip voor afgestorven bomen of delen daarvan. Grofweg onderscheidt men daarin staand dood hout, oftewel nog niet omgevallen afgestorven bomen of hun delen, en liggend dood hout, dat al op de grond ligt. Staand dood hout is zeldzamer. Het biedt meestal een grotere verscheidenheid aan locatiecriteria en is daarmee ecologisch gezien bijzonder waardevol. Het begrip "dood hout" wordt hier in een bredere zin gebruikt; het omvat hier ook enigszins beschadigde, zieke of afstervende bomen, struiken, en delen daarvan.

## Voorkomen, ontstaan, en vormen van dood hout
In oerwouden ontstaan voortdurend grote hoeveelheden dood hout doordat bomen sterven als gevolg van ouderdom; natuurlijke verstoringen (bosbranden, windstoten, blikseminslag, lawines, modderstromen); massaal optredende insecten; en andere omgevingsfactoren (variaties in de grondwaterstand en dergelijke) (zie: mozaïekcyclusconcept en successie). In oerbossen en in productiebossen ontstaan kleine hoeveelheden dood hout met name door de concurrentiestrijd tussen de jonge aanwas. Dit leidt tot het afsterven van concurrentie-zwakke bomen en het afsterven van takken die door de concurrentiestrijd om de hoogte niet hoog genoeg meer liggen om zonlicht te ontvangen. Afhankelijk van de samenstelling van het bos ligt het aandeel dood hout in de gezamenlijke houtbiomassa in een Midden-Europees oerbos tussen de 10 en 30 procent, terwijl dit aandeel in een productiebos verwaarloosbaar is. In Nederland werden dode bomen vroeger snel verwijderd, maar de laatste tijd laat men deze meer staan om een grotere ecodiversiteit te bevorderen. Grofweg bestaat van de Nederlandse bossen zo'n 3% uit dood hout. 

## Dood hout als leefruimte
Dood hout wordt verorberd door velerlei organismen die zich in de loop der evolutie aan deze leefruimte aangepast hebben. Afhankelijk van de houtsoort en de stand van het vervalproces zijn ongeveer 600 soorten paddenstoelen en rond de 1350 keversoorten betrokken bij het volledig remineraliseren van het houtlichaam. Tussen paddenstoelen en insecten bestaan verschillende afhankelijkheidsrelaties. Insecten dragen paddenstoelsporen mee naar de houtoverschotten, terwijl de paddenstoelen voedingsbron en leefruimte voor de insecten kunnen zijn. Veel organismen die gebonden zijn aan dood hout zijn in staat zich over grotere afstanden te verplaatsen.
Dit leidt ertoe dat ieder dood-houttype (liggend of staand, stam- of kroonhout) met zijn eigen flora en fauna verbonden is. Er ontstaan leefgemeenschappen in de schors; in het hout; in de humus; in boomholten; en in bijzondere structuren zoals sapstromen, mierennesten en brandplekken.
Veel op dood hout aangewezen dieren en planten staan op de rode lijst van met uitsterven bedreigde soorten. Deze soorten zijn in hoge mate afhankelijk van bepaalde verval- en afbraakfasen van hout. Paddenstoelen, biezen, mossen, varens en vele insectensoorten zoals mieren, vliesvleugeligen, vlinders vinden hier hun woongebieden. Het grootste deel van onze duizend wespen- en bijensoorten zijn op oud en dood hout aangewezen.

### Selectie van kevers in dood hout
De betekenis van dood hout voor de soortenbescherming is bijzonder goed bij de kevers te staven. In Duitsland leven bijvoorbeeld 25% van de keversoorten in hout in verschillende vervalstadia. De groep xylobiontkevers (in hout levende kevers) maakt hier een zeer hoog aandeel van de bedreigde diersoorten uit. Veel van deze soorten hebben zich op bijzondere wijze aan hun leefomgeving aangepast. Specialisaties zijn er onder andere met betrekking tot de boomsoort; de begunstigde structuur (korst, bast of kernhout); houtvolume; decompositiegraad; lichtblootstelling; vochtigheid; alsook de vraat door paddenstoelen en insecten.
Zo heeft het vliegend hert overwegend een voorkeur voor loofhout. De larven leven in rottende wortels van eiken, iepen en fruitbomen, en maar zelden in die van naaldhout. Ook een groot deel van de boktorsoorten zoals de eikenboktor en de grote timmerman (Ergates faber) zijn van loofhout afhankelijk. Larven van vuurkevers worden gevonden onder de schors van gedroogd dood hout, waar ze jagen op schorskeverlarven. In zacht hout zoals de wilg leven onder andere de larven van de muskusboktor (Aromia moschata).
In naaldhout zijn verschillende prachtkevers (Buprestidae) en geplooide schorskeverlarven (Rhysodidae) te vinden. De huisboktor heeft in gedroogd naaldhout zijn natuurlijke biotoop; de larven van Tetropium castaneum prefereert het cambium van sparren en dennenbomen, en verpopt zich later binnenin de stam.
Veel kevertaxa zijn anderzijds ook minder leefruimteafhankelijk. Bijvoorbeeld de heipaalkever en zijn larven zijn naast in dood hout op de grond ook in drijfafval en verhoutte delen van kruidplanten te vinden. De larven van de neushoornkever ontwikkelen zich ook in houtafval. Men vindt ze in Noordwest-Europa vooral in composthopen. Op dezelfde manier bevinden zich op hout en andere substraten bonte kevers. Van de familie der kortschildkevers heeft vooral de Larthridius lardarius een voorkeur voor beschimmeld hout; hij voedt zich uit de schimmels. Voor een groep kevers is dood hout ook een winterverblijf, bijvoorbeeld voor veel lieveheersbeestjes.

### Selectie van overige insecten in dood hout
Stofluizen voeden zich uit schimmelsporen, spora, korstmossen, en groenalgen zijn onder het schors op boomstammen en dood hout te vinden. Onder de tweevleugeligen behoren onder andere de mestmuggen, de rouwmuggen en de knutten tot de soorten waarvan hun larveontwikkeling in beschimmeld dood hout plaatsvindt. Ook de larven van de paddenstoelvlieg leven in dood hout en voeden zich uit boompaddenstoelen. Houtvliegen jagen op larven en wormen. De metselbijen, zoals de rosse metselbij, maken hun broedgangen ook in spleten en verlaten vraatgangen van andere insecten in dood hout. De houtbij legt broedraten aan in gedroogd aan het zonlicht blootgesteld en licht rottend dood hout, en overwintert er. De wespen gebruiken hout voor hun nestbouw en hangen hun bouwwerken ook in droge holle ruimten in bomen. De reuzenhoutwesp (Urocerus gigas), een wesp uit de familie houtwespen (Siricidae), legt de eieren in het hout van omgevallen sparrenbomen, de larven vreten gangen in het hout. Veel andere wilde bijen, hommels en wespen leven is afgestorven houtstammen, meestal in rechtopstaande boomstronken. De rups van de nachtvlinder Esperia sulphurella leeft van dood hout.

### Reptielen, vogels en zoogdieren in dood hout
Voor grotere dieren biedt dood hout bijvoorbeeld de mogelijkheid hun nesten en overige bouwwerken aan te leggen, onder andere zijn ze het levensruim voor het voedsel van vogels en andere gewervelde dieren. Insectenlarven in het hout zijn voedsel voor spechten en andere inheemse vogels. Spechten slaan hun broedholen in rottend hout. Als de spechten ze weer verlaten hebben worden deze holten door vele andere dieren als nestplaats gebruikt, bijvoorbeeld door uilen (ruigpootuil, dwerguil en bosuil, holenduif), of kleine zoogdieren als de relmuis en de eekhoorn.
Ook boommarters gebruiken de holen. Verlaten spechtholen worden daarnaast door een reeks van vleermuizen zoals de rosse vleermuis, de Bechsteins vleermuis, de grootoorvleermuis, de franjestaart en de watervleermuis (in de buurt van wateren, geulen, ooibossen) als zomer- en winterverblijf gebruikt.
Verscheidene amfibieën en reptielen benutten liggend dood hout als dagschuilplaats of om te overwinteren. Daaronder vallen bijvoorbeeld de gewone pad en de levendbarende hagedis, maar ook de Europese moerasschildpad die dood hout in de buurt van water nodig heeft.
Alle inheemse slangen hebben een voorliefde voor dood hout, dat dan wel op zonnige plaatsen moet liggen. Ze kunnen er perfect hun temperatuur regelen door te zonnen of zich onder het hout te verschuilen afhankelijk van de omgevingstemperatuur. Vooral de gladde slang heeft een grote voorliefde voor dood hout. Als het hout behoorlijk vermolmd is kan de ringslang er ook zijn eieren in afzetten. Het hout biedt ook schuilgelegenheid tegen predatoren als roofvogels.
De levendbarende hagedis kan ook het best worden waargenomen door dode stammetjes op zonnige open plekken goed te onderzoeken. In de vochtige milieus waar deze soort de voorkeur aan geeft biedt het dode hout een uitstekende gelegenheid om snel in de zon op temperatuur te komen.
De hazelworm wordt ook heel vaak in de buurt van dood hout gezien. Ze houden van bodems van houtmolm en er komen veel voedseldieren als wormen en naaktslakken onder het hout voor. Dood vermolmd hout in op het zuiden geëxponeerde bosranden vormt het ideale leefmilieu voor de hazelworm.
Amfibieën als de bruine kikker schuilen op zonnige hellingen vaak bij dood hout, waarschijnlijk vanwege de beschutting en de verhoogde luchtvochtigheid. De vuursalamander kan ook vaak gevonden worden onder dood hout, waar hij ook voorkomt vanwege de beschutting en de grote hoeveelheid regenwormen onder de vochtige stammen. Alle watersalamanders zijn in de landfase ook heel vaak onder stammen of houtstapels te vinden.
Als beheersmaatregel om de stand van reptielen te versterken is het dan ook aan te bevelen om voldoende dood hout, in de vorm van stammen of houtstapels op zonnige gedeelten van het terrein te leggen. Het is ook belangrijk af en toe weer wat toe te voegen, want het hout is door de biologische afbraak in bepaalde fasen voor bepaalde soorten extra van belang. Als alle afbraakfasen in het terrein op niet te grote afstand van elkaar aanwezig zijn geeft dat populaties een grotere stabiliteit.

### Paddenstoelen in dood hout
Dood hout wordt in de loop van de tijd afgebroken door bacteriën, kevers en paddenstoelen als de tondelzwam, de honingzwam en vele andere houtverterende paddenstoelen. De humus die zo ontstaat, is een voedingsbodem voor ontelbare planten. Dood hout bouwt ook een kiembed op voor vele jonge bomen; de massa en verdeling ervan bepaalt in hoge mate de naar het natuurlijk verval nieuw ontstane bestands- en bosstructuren.

## Microklimatische bijzonderheden van dood hout
Op de bodem liggend dood hout werkt nivellerend op het microklimaat. Enerzijds draagt de donkere oppervlakte evenals de geringe warmtegeleiding van dood hout er toe bij dat dood hout tegenover de omgeving op bepaalde tijden een verhoogde temperatuur laat zien. Anderzijds kan dood hout door het verhoogde watergehalte de directe omgeving ook voor oververhitting behoeden, doordat verschillen in temperatuur worden afgevlakt. Dit is ook de reden dat in de omgeving van liggend dood hout de bodem minder snel uitdroogt dan op andere plaatsen. Anderzijds is het boven op het hout voor reptielen een ideale plek om te zonnen, omdat de zonnewarmte niet zo snel door het hout weglekt.

## Dood hout in limnische en semiterrestrische ecosystemen
Niet alleen in houtbiotopen en terrestrische (land) ecosystemen vervult dood hout een belangrijke functie, maar ook in zoetwaterbeïnvloede ecosystemen (limnische ecosystemen) en in semiterrestrische ecosystemen zoals moerassen en broekbossen.

### Werking van dood hout in stromend water
In de natuurlijke wateren van Midden-Europa zal door aangroei altijd een hoger aandeel dood hout voorkomen en het verschijningsbeeld sterk beïnvloeden. In oude armen van stromende wateren, rivieren en beken wordt de natuurlijke stromingsdynamiek door hout en door dood hout in belangrijke mate beïnvloed: Door oevervastlegging, erosievermindering, drijfgoed en accumulatie, door het vormen van zones met verschillende stroomsnelheden of door verlandingszones. Tegen stammen en kleiner drijfgoed stuwt water zich op en daalt de snelheid, wat voor afzetting van sedimenten zorgt. De afgezette sedimenten verminderen de ingraving van de waterstroom (zie: opslibbing); dood hout draagt ook bij aan het grondwaterniveau. Door de opstuwende werking kan het leiden tot een verandering van de hoofdstroom en ook tot plaatselijke inspoeling dan wel uitspoeling; het meanderen van het water wordt ondersteund. Er vormen zich echter ook segmenten met een hogere stromingssnelheid (ontstaan van kolken), steiloevers en flanken. Structuurdiversiteit en waterkwaliteit worden door zuurstofverrijking verbeterd.

### Invloed van dood hout in stilstaand water
In het water gevallen bomen geven vissen een goede bescherming. Vooral grote vissen als snoeken en karpers verblijven vaak bij dit soort onderwaterstucturen. Baarzen vlechten graag hun netvormige eisnoeren in de twijgen af.

### Invloed op de biocoenose in stromende wateren
In natuurlijke wateren dient het voorkomen van dood hout aanzienlijk te zijn. Ook de kleinste structuurverschillen zoals stam, takken, kroon; kwantiteit van dood hout, en verhouding van onder water liggend en boven water liggen dood hout zijn kwaliteitskenmerken.
In experimenten wordt op de positieve ontwikkeling van de vispopulatie gewezen. In visecologische onderzoeken steeg de regenboogforellenpopulatie reeds in het eerste jaar na de kunstmatige inbreng van dood hout in structuurarme, gekanaliseerde stromende wateren van 180 naar 500, in het tweede naar tot 100 individuen op een waterdeel van 150m. De grootste toename werd in het kroonbereik van ingebrachte bomen vastgesteld, waar de regenboogforel kan kuitschieten. Ook stroomopwaarts en stroomafwaarts van het gebied dat was verrijkt nam het aantal individuen toe.
Het aantal soorten in de vissengemeenschap nam in dit geval door andere, schadelijke milieufactoren (passeerbaarheid, waterkwaliteit) niet toe. Evenwel kan aangenomen worden dat ook vissen en andere diergroepen als kreeften, mosselen, sessielen en vele ander soorten van dood hout in stromende wateren profiteren.
In water liggend dood hout is op zich al een biotoop voor zo'n 60 inheemse keversoorten. Ze gebruiken het dood hout voor het afzetten van eitjes. Vogels gebruiken uit het water stekend dood hout als jachtuitkijkplaats. De wielwebspin (een kruisspinsoort) heeft zich gespecialiseerd in netbouw op dood hout en andere voorwerpen boven wateren.
In natuurlijke alluviale gebieden van stromende wateren is dood hout het overheersende element. Bijzonder veel grootvolumig dood hout valt in ooibossen om. Bij uitblijvend beheer is hier, met name door periodieke overstroming, de vervalfase van de bossen verbreed. Alluviale gebieden in bossen zijn veelvuldig door afstervende, afzonderlijke aan het zonlicht blootgestelde bomen gekenmerkt; ze bieden tezamen met liggend dood hout een zeer soortenrijk levensruim. In oudarmen stimuleert dood hout door voedingsstoffeninbreng de aanslibbing en zorgt zo voor stabiliteit en stroomevenwicht in een waterstroom.

### Werking van dood hout in moerassen en broekbossen
Ook in elzenbroekbossen en moerasbossen is de vervalfase door het versnelde afsterven versneld.
In semiterrestrische ecosystemen (hoog- en laagveen) draagt dood hout in belangrijke mate bij aan de ontwikkeling van de typische locatiecriteria bij. In oudarmen en moerassen zorgen voornamelijk grondwaterstandvariaties en klimaatinvloeden op natuurlijke wijze voor het ontstaan van dood hout. In mindere mate is dood hout ook bij moerasvorming betrokken 

## Teruggang, gevaren, bescherming en kansen
In het bijzonder zijn grootvolumige dood-houtbiotopen zeldzaam geworden. In Nederland en België komen ze eigenlijk niet meer voor. In Duitsland zijn ze er hier en daar nog wel, en in de deelstaat Saksen worden ze via een natuurbeschermingswet expliciet beschermd ("losstaande bomen die rijk aan holen zijn", "oudhouteilanden met veel dood hout"). In de andere deelstaten daar worden ze echter alleen indirect beschermd. In Nederland en België is de situatie vergelijkbaar. Aangezien de meeste bossen hier worden beheerd, dienen de belangen van natuurbescherming en bosbeheer met elkaar in overeenstemming te worden gebracht. Een trend van de laatste jaren in Nederland is dat dood hout niet meer opgeruimd wordt, maar blijft liggen vanwege het grote belang ervan in ecosystemen. In België worden de laatste jaren bosreservaten ingericht, waarin een beheer wordt uitgevoerd om de ecologische situatie in stand te houden. Ook hier blijft dood hout liggen. Er bestaat een sterk verschil tussen de gewesten; het gewest Brussel is bezig het Zoniënwoud als bosreservaat aan te wijzen, hierbij zal 11% van het grondgebied bosreservaat worden, zo'n 1900 hectare. Vlaanderen heeft 1600 hectare bos als reservaat bestempeld, maar heeft toegezegd dit te zullen uitbreiden tot 3000 hectare. Wallonië blijft sterk achter en houdt het bij 300 hectare, dit is 0,06% van haar bosoppervlak. 

### Natuur als mooie idylle

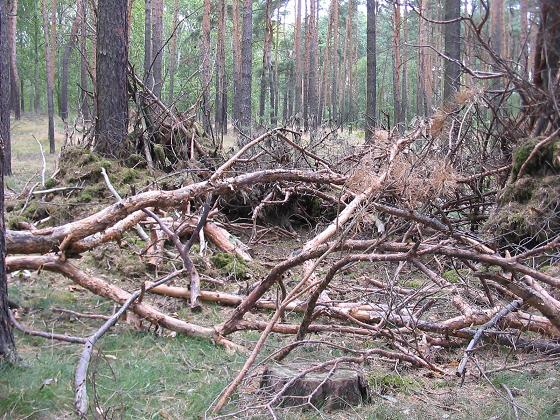
Bos met dood hout

Boswachters, bos- en tuinbezitters die dood hout laten liggen, krijgen vaak met onbegrip te maken. Er worden dan verwijten gemaakt dat het bos (of de tuin, of het groenperk,...) er verwaarloosd en slordig uitziet. Het beeld van het onderhouden en opgeruimde bos dateert nog uit de tijd dat hout als brand- en bouwmateriaal nodig was, en gedeeltelijk uit het idee van het bos als opgeruimd "natuur"-idylle, waarin begrippen als dood en vergaan niet passen. Het laten liggen van takken en of omgevallen bomen wordt ook vandaag nog als verkwisting van ruwe materialen gezien, of als 'onverzorgd'.
Dat het ruimen van bijvoorbeeld na een storm ontwortelde bomen meer kosten veroorzaakt dan het beschadigde dan wel onrijpe hout op zou brengen, wordt vaak niet bedacht. Overdreven ordeningsliefde, een emotionele instelling ten opzichte van de "vreemde" natuur, de voorstelling van het bekende "mooie" bosbeeld zorgen er ook vandaag de dag nog voor dat veel tuinen, parken, en bossen in de buurt van verstedelijkte gebieden leeggeruimd worden, waardoor veel levende wezens hun biotoop wordt ontnomen.

### Bosbeheer
Het economische gebruik van de bossen in Europa is tegenwoordig de belangrijkste reden waarom grootvolumig dood hout zeldzaam is, en is daarmee de hoofdoorzaak voor gevaar dat de erop aangewezen soorten uitsterven. Onafhankelijk van de exploitatiewijze (volledige kap of plenterslag) worden de bomen geveld, ver voor ze hun biologische leeftijdsgrens bereiken en van ouderdom sterven. Daarmee vallen de voor een oerwoud typische ouderdoms- en vervalfasen compleet weg.

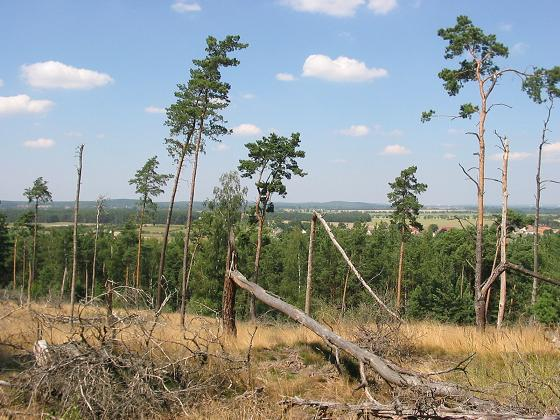
Dood hout, Glauerberg, Brandenburg

Het systematisch uitsluiten van afstervende en dode bomen, het onmiddellijk opruimen van weerschade, het vermijden van zogenaamde bosparasieten en bosbranden, versterkt het uitsterfgevaar. De herbebossing van open plekken vermindert de lichtinstraling en daarmee de variatie in locatiecriteria van dood hout.
Door toenemende druk vanuit de hoek van natuurbeschermers en de op de achtergrond dalende houtprijzen (import uit oerwouden, regenwouden en uit landen met overwegend machinale oogst) wordt weer naar natuurlijke bosbouw gestreefd. Grotere bosbedrijven laten het bos in "nulpercelen" of "natuurboscellen" over aan de natuurlijke ontwikkeling. Kleinere houthakkersbedrijven daarentegen laten de bosstukken uit gebrek aan economische interesse niet zelden aan natuurlijke processen over en laten hoge dode houtaandelen zien.
Voor het behoud van alle in Midden-Europa voorkomende bosbewoners is op representatief vlak een exploitatieonderbreking nodig. Deze wordt echter door de bestaande natuurparken slechts gedeeltelijk bewerkstelligd.

### Ringen

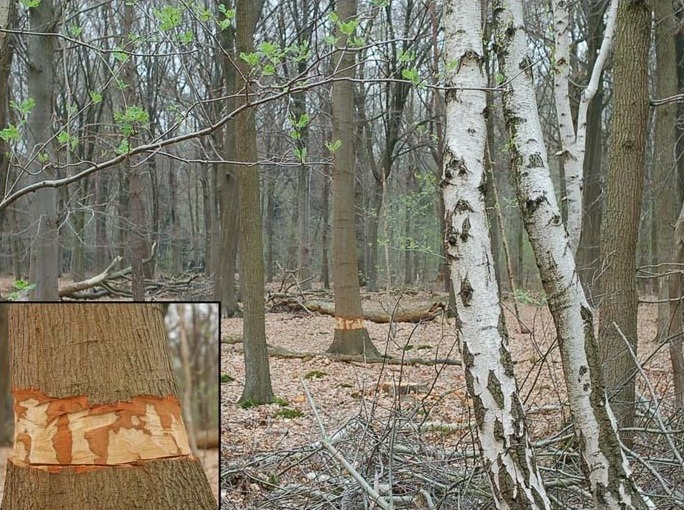
Het ringen van Amerikaanse eik

Het ringen van bomen is een natuurtechnische bosbeheersmaatregel om het percentage staand dood hout in een bos te verhogen. Deze maatregel zorgt voor het onderbreken van het transportweefsel (xyleem en floëem) van de boom, waardoor deze sterft. Het transportweefsel zit vlak onder de schors, waardoor er maar een ondiepe snede gemaakt hoeft te worden om deze te doorbreken. Bomen zijn echter flexibel en kunnen een enkele inkeping van een kettingzaag overgroeien, daarom worden er ofwel twee ringen boven elkaar in de boom gezaagd of er wordt een deel van de schors meeverwijderd (zie foto). Het best wordt dit in de zomer uitgevoerd.

### Dood-houtvervangende leefruimten
Bewust geschapen nesthulp zoals nestkastjes, houtstukjes op het balkon en in de tuin kunnen bepaalde soorten een vervangende levensruimte bieden. Een kolonisatie in de zin van een ecosysteem met vogels en zoogdieren of met gespecialiseerde kevers kan hiermee niet bereikt worden. Meer geschikt zijn voorzieningen in bossen, groenzones en tuinen. Snoeihout en andere takken die vrijkomen kunnen worden gebruikt om een takkenwal te maken. Afgezaagde stammen kunnen aanleunend of ingegraven dienstdoen als staand doodhout.